# 伯恩哈德二世 (薩克森)
伯恩哈德二世 (约995年—1059年6月29日)，薩克森公爵（1011年—1059年在位），是比隆王朝的伯恩哈德一世與其妻子希爾德加德的兒子。除了在薩克森的爵位外，他還擁有菲士蘭的一個伯國的權利。
伯恩哈德二世擴大薩克森公爵的權力，被認為是比隆家族中最偉大的人物。他原本是神聖羅馬帝國皇帝亨利二世的支持者，並於1018年隨亨利二世進入波蘭談判促成《包岑和約》。然而，在1019年至1020年，他反抗亨利二世，並獲得承認薩克森部落法，這是他父親未能做到的。然後他又與奧博德族和盧蒂奇族（兩個斯拉夫部落）交戰，並透過他們的領導人戈特沙爾克將他們納入他的勢力範圍。
1024年，他支持神聖羅馬帝國皇帝康拉德二世和康拉德的兒子亨利三世，儘管他開始擔心後者與不來梅大主教阿德爾伯特關係密切，他認為後者是薩克森公爵們的間諜和宿敵。儘管伯恩哈德二世是丹麥人的重要盟友，為亨利三世在低地國家的戰爭提供基本支持，但伯恩哈德二世在阿達爾伯特去世之前一直處於叛亂的邊緣。然而，他統治的剩餘時期卻很平靜。
1045年，他在漢堡建造阿爾斯特堡。他於1059年去世，由他的兒子奧多爾夫順利繼位。伯恩哈德二世被安葬在呂訥堡的聖米迦勒教堂。

## 婚姻與子嗣
伯恩哈德二世迎娶諾德高藩侯亨利的女兒施韋因富特的伊米莉亞。他們二人有子女如下： 
- 格特魯德（英语：Gertrude of Saxony） (約1030年—1113年8月4日)，先嫁給荷蘭伯爵弗洛里斯一世，其後嫁給羅貝爾一世
- 奧多爾夫 (約1020年—1072年3月28日)[2]，娶挪威國王奧拉夫二世與其妻子阿斯特麗德·奧拉夫斯多塔（英语：Astrid Olofsdotter of Sweden）的女兒沃芙希爾德（英语：Wulfhild of Norway）(約1023年—1070年5月24日)
- 赫爾曼
- 薩克森的伊達，嫁給那慕爾伯爵阿爾貝三世